# جزیره خرس
جزیره خرس (نروژی: Bjørnøya) جزیره جنوبی مجمع‌الجزایر سوالبارد در نروژ است.این جزیره در بخش غربی دریای بارنتز و تقریباً میان اسپیتس‌برگن و دماغه شمالی قرار دارد.جزیره خرس در سال ۲۰۰۸ تنها ۹ نفر جمعیت داشت.
این جزیره در ۱۰ ژوئن ۱۵۹۶ توسط دو کاشف هلندی به نام‌های ویلم بارنتز و یاکوب ون هبمسکرک کشف شد و پس از اینکه یک خرس قطبی در نزدیکی آن در حال شنا بود به نام جزیره خرس نام‌گذاری شد.